# Trochosa iviei
Trochosa iviei este o specie de păianjeni din genul Trochosa, familia Lycosidae. A fost descrisă pentru prima dată de Willis J. Gertsch și Wallace, 1937. Conform Catalogue of Life specia Trochosa iviei nu are subspecii cunoscute.